# Conus dayriti
Conus dayriti é uma espécie de gastrópode do gênero Conus, pertencente à família Conidae.

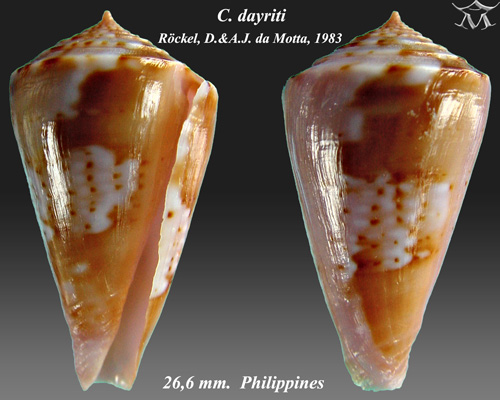